# Manuela Levorato
Manuela Levorato (Dolo, 16 marzo 1977) è un'ex velocista italiana, plurimedagliata sia a livello nazionale che internazionale.
È stata due volte medaglia di bronzo agli Europei, argento e bronzo ai Giochi del Mediterraneo; a livello giovanile ha vinto 4 medaglie ai campionati europei. Ha vinto 17 titoli italiani assoluti ed è stata titolata in tutte le categorie giovanili: allieve, juniores e promesse.
Detiene 13 record nazionali di cui: 7 assoluti, 4 di categoria (3 promesse e uno allieve) e 2 masters (entrambi over 35).

## Biografia

### Gli esordi
Nel 1994 vince il titolo allieve sui 100 metri in 12.02 a Torino dopo un solo anno di attività e partecipa alle Gymnasiadi dove vince il bronzo con la staffetta 4x100 m e non va oltre la semifinale sui 100 m. Nel 1995, passata alla categoria juniores, arriva in finale sia nei campionati europei (quarta sui 100 e argento con la 4x100 m) che in quelli mondiali di categoria (settima nei 100, quarti di finale sui 200 e quinta con la 4x100 metri). Sempre nel 1995, partecipa ai Mondiali dove non supera le batterie dei 100 m.
Dal 1994 al 1998, entrambi gli anni compresi, ha gareggiato per l'Atletica Riviera del Brenta.
Tra il 1995 e il 2010 ha disputato 11 edizioni della Coppa Europa, vincendo complessivamente 7 medaglie.
Alla sua prima partecipazione in Coppa Europa nel 1995 a Villeneuve-d'Ascq in Francia, ha gareggiato con la staffetta 4x100 m arrivando quinta.
Nel 1996 a Bergen in Norvegia è giunta prima con la 4x100 m.
Il 1997 la vede prima vincere il suo primo titolo italiano a Milano con la staffetta 4x100 m della Snam San Donato e poi gareggiare in diverse manifestazioni internazionali. Agli Europei under 23 vince il bronzo con la 4x100 m e termina al quarto posto sui 100 m. Ai Giochi del Mediterraneo vince il bronzo con la 4x100 m e termina settima sui 100 m. Ai Mondiali non supera le batterie dei 100 m ed esce in semifinale con la 4x100 m. Infine in Coppa Europa a Monaco di Baviera in Germania è stata sesta sia sui 100 m che con la 4x100 m.
Nel 1998, sempre in Coppa Europa, a San Pietroburgo in Russia ha corso in 3 specialità: settima nei 100 m, sesta nei 200 m e quinta con la 4x100 m.
Lo stesso anno nella stagione al coperto, gareggia agli Europei indoor terminando in semifinale.
Sfiora poi per un solo centesimo il primato italiano dei 100 metri di Giada Gallina, stabilito da quest'ultima l'anno precedente all'Arena Civica di Milano (11”24 contro 11”23) e stabilisce il record italiano sui 200 metri con il tempo di 22”86 (il precedente primato apparteneva a Marisa Masullo detenuto da ben 15 anni con il tempo di 22”88 fatto due volte), acquisendo molta popolarità anche grazie alla sua avvenenza.
Infine agli Europei all'aperto, non va oltre le batterie sui 200 e giunge settima con la 4x100 m.

### 1999-2000: il doppio oro con record agli Europei under 23, record italiani sui 300 e 4x100 metri e niente Olimpiadi
Nel 1999 partecipa a numerose manifestazioni internazionali.
Ai Mondiali indoor non supera la semifinale sui 60 m.
Poi vince due medaglie d'oro agli Europei under 23 a Göteborg, realizzando la doppietta 100-200 metri con rispettivi record italiani (prima 11”20 nella semifinale dei 100 m, battendo il primato detenuto da Giada Gallina, e poi 22”68 nella finale dei 200 m), battendo su quest'ultima distanza la favorita francese Muriel Hurtis.
Nello stesso anno partecipa ai Mondiali di Siviglia dove raggiunge la semifinale dei 200 metri grazie al record di 22”60 fissato nel turno precedente.
Sempre nel 1999 in Coppa Europa in Francia a Parigi ha corso in 3 specialità: quinto posto sia sui 100 che sui 200 m e sesta con la staffetta 4x100 m.
Nel 2000 Manuela Levorato agli Europei indoor si ferma in semifinale sui 60 m.
Poi corre per buona parte della stagione con tempi importanti sia sui 100 metri (11”21 fatto due volte, a un solo centesimo dal record italiano da lei stessa detenuto e un 11”16, annullato per partenza anticipata, ma che lasciava presagire un record alle porte), che sui 200 metri (un buon 22”89). Inoltre realizza il record italiano con il tempo di 36”30 sulla distanza atipica dei 300 m, strappandolo a Virna De Angeli di oltre un secondo (37”36 di quest'ultima) e il doppio record nella staffetta 4×100 metri (43”60 a Conegliano e poi 43”44 a Barletta).
Sempre nel 2000, in Coppa Europa a Gateshead nel Regno Unito ha gareggiato in 3 specialità: bronzo sui 100 m, quarta sui 200 m e sesta con la 4x100 m.
A causa di un problema fisico, Manuela non partecipa all'evento più importante della stagione, i Giochi olimpici di Sydney, rinunciando alle batterie dei 200 metri.

### 2001-2002: il record nazionale sui 100 metri e la consacrazione agli Europei
Nel 2001 si trasferisce a Roma sotto la guida di Roberto Frinolli e Antonio Rotundo e in quell'anno stabilisce all'Athletissima di Losanna il nuovo record italiano sui 100 metri in 11”14. La stagione si rivela abbastanza felice: infatti, la velocista veneta vince la medaglia d'argento ai Giochi del Mediterraneo sui 100 m, mentre ai Mondiali di Edmonton, in Canada, raggiunge la semifinale sia dei 100 che dei 200 metri.
Sempre nel 2001 in Coppa Europa a Brema in Germania ha gareggiato in 3 specialità: sesta sui 100 m, quinta sia sui 200 che nella 4x100 m.
Nel 2002 l'atleta veneta si presenta bene in Coppa Europa ad Annecy in Francia, giungendo seconda su entrambe le distanze e con buoni tempi (11”20 sui 100 m e 22”76 sui 200 m), quinta con la 4x100 m e bronzo nella 4x400 m. Durante l'anno Manuela inizia ad approcciare i 400 m, giungendo seconda con un tempo di 52”16 all'Arena di Milano.
Nel mese di agosto agli Europei a Monaco di Baviera vince due medaglie di bronzo, arrivando terza sui 100 metri con il tempo di 11”23 (a un solo centesimo dall'argento vinto dalla belga Kim Gevaert) e sui 200 metri (22”75). L'anno seguente si laurea campionessa italiana indoor nei 60 metri e nei 200 metri (in quest'ultima categoria con il nuovo record italiano); nella stessa competizione, giunge al sesto posto con la 4x100 m.

### 2003-2008: i molteplici infortuni e le Olimpiadi mancate per la gravidanza
Nel 2003 ai Mondiali indoor non supera la semifinale e poi passa sotto la guida del tecnico federale Francesco Uguagliati, ma un infortunio al tendine di Achille le preclude la possibilità di partecipare ai Mondiali di Parigi e ai Giochi olimpici di Atene dell'anno successivo. Sempre nel 2004, ai Mondiali indoor non va oltre la semifinale sui 60 m.
Dal 2005 al 2008, entrambi gli anni compresi, non ha partecipato ai campionati italiani assoluti sia indoor che outdoor.
Nel 2005, anno in cui era tra le favorite agli assoluti, ha dovuto dare forfait per problemi fisici sia sui 100 che sui 200 m. Seppur in non perfette condizioni fisiche, prende parte ai Campionati del mondo di atletica leggera 2005 a Helsinki, approdando ai quarti di finale dei 100 metri; nello stesso anno in Coppa Europa in Italia a Firenze giunge quarta sui 100 m e vince il bronzo con la 4x100 m.
Nel 2007 si riprende dagli infortuni e ritorna a correre per la maglia azzurra in Coppa Europa a Milano vincendo con la staffetta 4x100 m e, sempre con la staffetta veloce, anche il titolo ai Mondiali militari.
Il 29 agosto 2008 Manuela diventa mamma di Giulia e di conseguenza non partecipa ai Giochi olimpici di Pechino.

### 2009-2011: il ritorno in Nazionale
Tornerà alle gare nell'estate 2009, partecipando ai Campionati italiani assoluti di Milano.
L'anno successivo torna in nazionale a Bergen in Norvegia in occasione degli Europei a squadre dove termina undicesima sui 100 m e settima con la 4x100 m; pochi giorni dopo, il 30 giugno, si laurea campionessa italiana per la 14ª volta agli assoluti di Grosseto. Lo stesso anno, agli Europei non supera le batterie sui 100 m.
Nel febbraio 2011 conquista anche il suo settimo titolo italiano indoor sui 60 metri piani, a 13 anni di distanza dal primo, guadagnando anche la partecipazione agli Europei indoor di Parigi, ove ben figurerà raggiungendo la semifinale.

### 2012-2013: infortunio
Nel 2012 non ha partecipato né agli assoluti indoor di Ancona né agli assoluti di Bressanone. Causa infortunio non è riuscita a partecipare alle Olimpiadi di Londra 2012 e nel 2013 giunge settima agli assoluti indoor di Ancona sui 60 metri.

### 2014: assenza dai campionati italiani assoluti indoor e outdoor
Nel 2014, pur essendo tra le partecipanti, non ha gareggiato ai campionati italiani assoluti indoor di Ancona.

### 2015: il ritiro dall'attività agonistica
Durante il febbraio del 2015, incinta di due gemelli, si ritira dall'attività agonistica dopo 22 anni di carriera e il 14 luglio porta a termine la gravidanza, la sua seconda maternità dopo la primogenita Giulia nata nell'agosto del 2008. Ora è vicepresidente dell'Atletica Riviera del Brenta, la sua prima società a inizio carriera.

## Curiosità
- Manuela è l'unica atleta, assieme a Pietro Mennea, ad avere coperto 4 gare in Coppa Europa.
- 13 anni è l'intervallo temporale intercorso sia tra la prima (bronzo con la 4x100 m alle Gymnasiadi 1994) e l'ultima (oro ancora con la 4x100 m ai Mondiali militari 2007) medaglia internazionale che tra il primo (sui 60 m indoor nel 1998) e l'ultimo (sempre sui 60 m indoor nel 2011) titolo italiano assoluto individuale.
- Dal 1994 sino a ora durante la sua carriera, in cui ha gareggiato per 7 società sportive diverse, ha collezionato 4 doppiette (1999, 2001, 2003, 2004) e un poker (2002, 60 e 200 m indoor + 100 e 4x100 m outdoor) di titoli italiani assoluti nella stessa stagione sportiva; inoltre ha vinto almeno un titolo assoluto in 10 anni su 21 di carriera.
- Sui 60 m agli assoluti indoor ha ottenuto la tripletta per due volte in carriera (1998-1999-2000 e 2002-2003-2004). Meglio di lei soltanto Cecilia Molinari, vincitrice per quattro anni di fila, dal 1970 al 1973 (furono le prime edizioni degli assoluti indoor) e Audrey Alloh dal 2012 al 2015.
- Nelle liste italiane femminili all-time (considerando le prime 24 migliori prestazioni di sempre), è presente 19 volte nei 100 m (le restanti cinque sono due di Irene Siragusa e una a testa per Giada Gallina, Anita Pistone e Marisa Masullo)[14] e 15 sui 200 m (le nove rimanenti sono due di Marisa Masullo, tre di Libania Grenot (primatista italiana della distanza dal 2016), tre di Gloria Hooper e una di Irene Siragusa)[15]; inoltre fa parte di 3 dei 5 migliori quartetti italiani di sempre della staffetta 4x100 m[16].

## Record nazionali

### Masters 35
- 60 metri piani indoor: 7"41 ( Padova, 7 febbraio 2013)[17]
- 100 metri piani: 11"73 ( Modena, 22 settembre 2012)[18]

### Seniores
- 55 metri: 6”83 ( Firenze, 9 febbraio 2002)[19]
- 100 metri piani: 11"14 ( Losanna, 4 luglio 2001)[20]
- 150 metri piani: 17"28 ( Marcon, 4 maggio 2003)[20]
- 300 metri piani: 36"30 ( Viareggio, 22 agosto 2000)[20]
- 200 metri piani indoor: 23"14 ( Genova, 2 marzo 2003)[19]
- Staffetta 4 x 100 metri club: 43"99 ( Atene, 29 maggio 1999)
(Monica Giolli, Elena Sordelli, Manuela Grillo, Manuela Levorato)[20]

### Promesse
- 60 metri piani indoor: 7"20 ( Maebashi, 7 marzo 1999)[19]
- 100 metri piani: 11"20 ( Göteborg, 29 luglio 1999)[20]
- 200 metri piani: 22"60 ( Siviglia, 24 agosto 1999)[20]

### Allieve
- Staffetta 4 x 100 metri: 46"21 ( Nicosia, 20 maggio 1994)
(Jennifer Isacco, Barbara Molteni, Manuela Grillo, Manuela Levorato)[20]

## Progressione

### 60 metri piani indoor
| Stagione | Tempo | Luogo    | Data      | Rank. Mond. |
| -------- | ----- | -------- | --------- | ----------- |
| 2014     | 7"54  | Padova   | 8-2-2014  | 433ª        |
| 2013     | 7"41  | Padova   | 9-2-2013  | 165ª        |
| 2011     | 7"31  | Chemnitz | 27-1-2011 | 58ª         |
| 2004     | 7"21  | Gand     | 8-2-2004  | 21ª         |
| 2003     | 7"26  | Genova   | 1-3-2003  | 43ª         |
| 2002     | 7"31  | Genova   | 16-2-2002 | 44ª         |
| 2000     | 7"24  | Valencia | 19-2-2000 | 34ª         |
| 1999     | 7"20  | Maebashi | 7-3-1999  | 21ª         |
| 1998     | 7"26  | Valencia | 27-2-1998 | 32ª         |

### 100 metri piani
| Stagione | Tempo | Luogo             | Data      | Rank. Mond. |
| -------- | ----- | ----------------- | --------- | ----------- |
| 2013     | 11"80 | Maribor           | 3-7-2013  | 661ª        |
| 2012     | 11"73 | Modena            | 23-9-2012 | 541ª        |
| 2011     | 11"71 | Firenze           | 4-6-2011  | 418ª        |
| 2010     | 11"48 | Grosseto          | 30-6-2010 | 160ª        |
| 2009     | 11"68 | Nembro            | 22-7-2009 | 391ª        |
| 2007     | 11"64 | Pergine Valsugana | 7-7-2007  | 320ª        |
| 2005     | 11"33 | Roma              | 8-7-2005  | 50ª         |
| 2004     | 11"96 | Firenze           | 10-7-2004 | 886ª        |
| 2003     | 11"31 | Carbonia          | 4-9-2003  | 63ª         |
| 2002     | 11"20 | Annecy            | 22-6-2002 | 26ª         |
| 2001     | 11"14 | Losanna           | 4-7-2001  | 18ª         |
| 2000     | 11"21 | Roma              | 30-6-2000 | 40ª         |
| 1999     | 11"20 | Göteborg          | 29-7-1999 | 36ª         |
| 1998     | 11"24 | Vigevano          | 23-5-1998 | 44ª         |
| 1997     | 11"36 | Milano            | 4-7-1997  | 83ª         |
| 1996     | 11"54 | Sydney            | 22-8-1996 | 167ª        |
| 1995     | 11"74 | Nyíregyháza       | 28-7-1995 | 42ª         |

### 200 metri piani
| Stagione | Tempo | Luogo             | Data      | Rank. Mond. |
| -------- | ----- | ----------------- | --------- | ----------- |
| 2013     | 24"21 | Gorizia           | 27-6-2013 | 849ª        |
| 2012     | 24"28 | Modena            | 23-9-2012 | 941ª        |
| 2010     | 23"68 | Borgo Valsugana   | 26-9-2010 |             |
| 2009     | 24"08 | Caorle            | 27-9-2009 | 586ª        |
| 2005     | 23"01 | Zagabria          | 11-7-2005 | 53ª         |
| 2003     | 23"18 | Rovereto          | 10-9-2003 | 71ª         |
| 2002     | 22"75 | Monaco di Baviera | 9-8-2002  | 16ª         |
| 2001     | 22"98 | Catania           | 4-7-2001  | 64ª         |
| 2000     | 22"89 | Gateshead         | 16-7-2000 | 49ª         |
| 1999     | 22"60 | Siviglia          | 24-8-1999 | 23ª         |
| 1998     | 22"86 | Vigevano          | 24-5-1998 | 41ª         |
| 1997     | 23"92 | Milano            | 5-7-1997  |             |
| 1996     | 23"92 | Nembro            | 3-8-1996  | 228ª        |

## Palmarès
| Anno | Manifestazione          | Sede        | Evento      | Risultato        | Prestazione | Note   |
| ---- | ----------------------- | ----------- | ----------- | ---------------- | ----------- | ------ |
| 1994 | Gymnasiadi              | Nicosia     | 100 m piani | Semifinale       |             | [ 21 ] |
| 1994 | Gymnasiadi              | Nicosia     | 4×100 m     | Bronzo           | 46"65       | [ 22 ] |
| 1995 | Europei juniores        | Nyíregyháza | 100 m piani | 4ª               | 11"74       | [ 23 ] |
| 1995 | Europei juniores        | Nyíregyháza | 4×100 m     | Argento          | 45"37       | [ 24 ] |
| 1995 | Mondiali                | Göteborg    | 4×100 m     | Batteria         | dnf         | [ 25 ] |
| 1996 | Mondiali juniores       | Sydney      | 100 m piani | 7ª               | 11"54       | [ 26 ] |
| 1996 | Mondiali juniores       | Sydney      | 200 m piani | Quarti di finale | 24"10       | [ 27 ] |
| 1996 | Mondiali juniores       | Sydney      | 4×100 m     | 5ª               | 45"27       | [ 28 ] |
| 1997 | Europei under 23        | Turku       | 100 m piani | 4ª               | 11"56       | [ 29 ] |
| 1997 | Europei under 23        | Turku       | 4×100 m     | Bronzo           | 44"73       | [ 30 ] |
| 1997 | Giochi del Mediterraneo | Bari        | 100 m piani | 7ª               | 11"63       | [ 31 ] |
| 1997 | Giochi del Mediterraneo | Bari        | 4×100 m     | Bronzo           | 44"15       | [ 32 ] |
| 1997 | Mondiali                | Atene       | 100 m piani | Batteria         | 11"57       | [ 33 ] |
| 1997 | Mondiali                | Atene       | 4×100 m     | Semifinale       | 44"16       | [ 34 ] |
| 1998 | Europei indoor          | Valencia    | 60 m piani  | Semifinale       | 7”26        | [ 35 ] |
| 1998 | Europei                 | Budapest    | 200 m piani | Batteria         | 24”01       | [ 36 ] |
| 1998 | Europei                 | Budapest    | 4×100 m     | 7ª               | 44”46       | [ 37 ] |
| 1999 | Mondiali indoor         | Maebashi    | 60 m piani  | Semifinale       | 7"20        | [ 38 ] |
| 1999 | Europei under 23        | Göteborg    | 100 m piani | Oro              | 11"26       | [ 39 ] |
| 1999 | Europei under 23        | Göteborg    | 200 m piani | Oro              | 22"68       | [ 40 ] |
| 1999 | Mondiali                | Siviglia    | 200 m piani | Semifinale       | 22"70       | [ 41 ] |
| 2000 | Europei indoor          | Gand        | 60 m piani  | Semifinale       | 7”27        | [ 42 ] |
| 2001 | Mondiali                | Edmonton    | 100 m piani | Semifinale       | 11"50       | [ 43 ] |
| 2001 | Mondiali                | Edmonton    | 200 m piani | Semifinale       | 23"13       | [ 44 ] |
| 2001 | Giochi del Mediterraneo | Tunisi      | 100 m piani | Argento          | 11"25       | [ 45 ] |
| 2002 | Europei                 | Monaco      | 100 m piani | Bronzo           | 11"23       | [ 46 ] |
| 2002 | Europei                 | Monaco      | 200 metri   | Bronzo           | 22"75       | [ 47 ] |
| 2002 | Europei                 | Monaco      | 4×100 m     | 6ª               | 43"46       | [ 48 ] |
| 2003 | Mondiali indoor         | Birmingham  | 200 m piani | Semifinale       | 23"52       | [ 49 ] |
| 2004 | Mondiali indoor         | Budapest    | 60 m piani  | Semifinale       | 7"24        | [ 50 ] |
| 2005 | Mondiali                | Helsinki    | 100 m piani | Quarti di finale | 11"54       | [ 51 ] |
| 2007 | Mondiali militari       | Hyderabad   | 4×100 m     | Oro              | 44"97       | [ 52 ] |
| 2010 | Europei                 | Barcellona  | 100 m piani | Batteria         | 11"80       | [ 53 ] |
| 2011 | Europei indoor          | Parigi      | 60 m piani  | Semifinale       | 7"34        | [ 54 ] |

## Campionati nazionali
- 7 volte campionessa assoluta indoor nei 60 m (1998, 1999, 2000, 2002, 2003, 2004, 2011)
- 4 volte campionessa assoluta nei 100 m (1999, 2001, 2002, 2010)
- 3 volte campionessa assoluta indoor nei 200 m (2002, 2003, 2004)
- 1 volta campionessa assoluta nei 200 m (2001)
- 2 volte campionessa assoluta nella 4x100 m (1997, 2002)

1997
- Oro ai Campionati italiani assoluti, (Milano),
4x100 m - 44"74[55]

1998
- Oro ai Campionati italiani assoluti indoor, (Genova), 60 m - 7”33[56]

1999
- Oro ai Campionati italiani assoluti indoor, (Genova), 60 m - 7”30[56]
- Oro ai Campionati italiani assoluti, (Pescara),
100 m - 11”50[57]

2000
- Oro ai Campionati italiani assoluti indoor, (Genova), 60 m - 7”32[58]

2001
- Oro ai Campionati italiani assoluti, (Catania),
100 m - 11”30[59]
- Oro ai Campionati italiani assoluti, (Catania),
200 m - 22”98[59]

2002
- Oro ai Campionati italiani assoluti indoor, (Genova), 60 m - 7”33[60]
- Oro ai Campionati italiani assoluti indoor, (Genova), 200 m - 23”65[60]
- Oro ai Campionati italiani assoluti, (Viareggio),
100 m - 11”33[61]
- Oro ai Campionati italiani assoluti, (Viareggio), 4x100 m - 45”52[62]

2003
- Oro ai Campionati italiani assoluti indoor, (Genova), 60 m - 7”26[63]
- Oro ai Campionati italiani assoluti indoor, (Genova), 200 m - 23”14[64]
- Argento ai Campionati italiani assoluti, (Rieti),
100 m - 11”80[65]

2004
- Oro ai Campionati italiani assoluti indoor, (Genova), 60 m - 7”22[66]
- Oro ai Campionati italiani assoluti indoor, (Genova), 200 m - 23”54[67]

2009
- 4ª ai Campionati italiani assoluti, (Milano),
100 m - 11”74[68]

2010
- Oro ai Campionati italiani assoluti, (Grosseto),
100 m - 11”49[69]

2011
- Oro ai Campionati italiani assoluti indoor, (Ancona), 60 m - 7”44[70]

2013
- 7ª ai Campionati italiani assoluti indoor, (Ancona),
60 m - 7”53[71]

## Altre competizioni internazionali
1995
- 5ª in Super League di Coppa Europa, ( Villeneuve-d'Ascq), 4x100 m[21]

1996
- Oro in First League di Coppa Europa, ( Madrid), 4x100 m[21]

1997
- 6ª in Super League di Coppa Europa, ( Monaco), 100 m[21]
- 6ª in Super League di Coppa Europa, ( Monaco), 4x100 m[21]

1998
- Argento nella Coppa dei Campioni per club, ( Vilamoura), 100 m - 11"46[72]
- Oro nella Coppa dei Campioni per club, ( Vilamoura), 200 m - 23"33[72]
- 7ª in Super League di Coppa Europa, ( San Pietroburgo), 100 m - 11"57[73]
- 6ª in Super League di Coppa Europa, ( San Pietroburgo), 200 m - 23"34[74]
- 5ª in Super League di Coppa Europa, ( San Pietroburgo), 4x100 m - 44"58[75]

1999
- Oro nella Coppa dei Campioni per club, ( Atene) 200 m - 22"98[76]
- 5ª in Super League di Coppa Europa, ( Parigi), 100 m - 11"30[77]
- 5ª in Super League di Coppa Europa, ( Parigi), 200 m - 22"90[78]
- 6ª in Super League di Coppa Europa, ( Parigi), 4x100 m[21]

2000
- Oro nella Coppa dei Campioni per club, ( Vila Real de Santo António), 100 m - 11"28[79]
- Oro nella Coppa dei Campioni per club, ( Vila Real de Santo António), 200 m - 23"23[79]
- Bronzo in Super League di Coppa Europa, ( Gateshead), 100 m - 11"13[80]
- 4ª in Super League di Coppa Europa, ( Gateshead), 200 m - 22"89[81]
- 6ª in Super League di Coppa Europa, ( Gateshead), 4x100 m - 44"00[80]

2001
- Bronzo nella Coppa dei Campioni per club, ( Madrid), 100 m - 11"31[45]
- Bronzo nella Coppa dei Campioni per club, ( Madrid), 200 m - 23”29[45]
- 6ª in Super League di Coppa Europa, ( Brema), 100 m - 11"47[82]
- 5ª in Super League di Coppa Europa, ( Brema), 200 m - 23"18[83]
- 5ª in Super League di Coppa Europa, ( Brema), 4x100 m - 44"66[84]

2002
- Argento in Super League di Coppa Europa, ( Annecy), 100 m - 11"20[85]
- Argento in Super League di Coppa Europa, ( Annecy), 200 m - 22"76[85]
- 5ª in Super League di Coppa Europa, ( Annecy), 4x100 m - 44"24[86]
- Bronzo in Super League di Coppa Europa, ( Annecy), 4x400 m - 3'29"14[87]

2005
- 4ª in Super League di Coppa Europa, ( Firenze), 100 m - 11"42[88]
- Bronzo in Super League di Coppa Europa, ( Firenze), 4x100 m - 43"83[89]

2007
- Oro in First League di Coppa Europa, ( Milano), 4x100 m - 43"98[90]

2010
- 11ª alla Super League degli Europei a squadre, ( Bergen), 100 m - 11"67[91]
- 7ª alla Super League degli Europei a squadre, ( Bergen), 4x100 m - 44"14[92]